# Rariorum plantarum historia

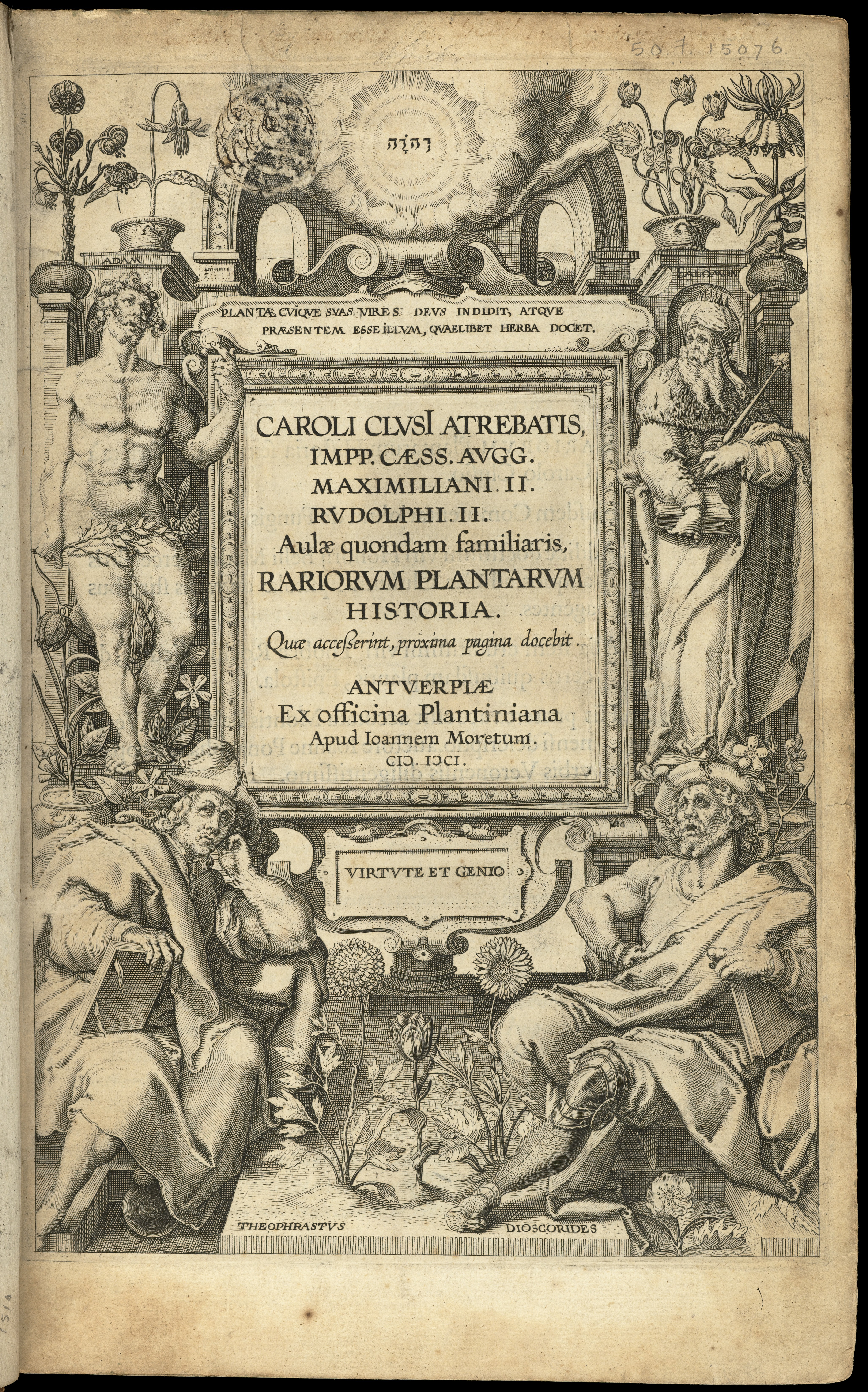
Rariorum plantarum historia

Rariorum plantarum historia (1601) es la primera edición de las obras completas del prestigioso botánico francés Carolus Clusius (1526-1609). Clusius fue uno de los botánicos más afamados de su tiempo, el Emperador Maximiliano II le confió la dirección de su jardín botánico y en 1593 se le concedió la Cátedra de Botánica de la Universidad de Leiden. Además de ser un excelente botánico, fue un eximio horticultor: introdujo la papa en Italia y el tulipán en Holanda. 
En la primera parte de Rariorum plantarum historia Clusius sintetiza el material presentado en sus obras Rariorum aliquot Stirpium per Pannoniam et Austriam Observatarum Historia (1583) y Rariorum aliquot stirpium per Hispanias (1576), en las que describe las floras de Austria y España, conjuntamente con las descripciones de nuevas plantas. Esta primera parte se continua con Fungorum historia, el primer tratado publicado acerca de los hongos, el cual fue escrito por Clusius durante su estancia en Hungría. La obra se halla profusamente ilustrada con casi 1200 grabados en madera, los cuales incluyen 233 especies de España y 356 de Austria y Hungría. Los grabados en madera fueron cortados por Gerard van Kampen sobre los dibujos realizados por el propio Clusius y  por Pieter van der Borcht. 